# Gibraltar Premier Division (2018/2019)
Gibraltar Premier Division 2018/2019 była 120. edycją rozgrywek piłki nożnej na Gibraltarze najwyższą klasą rozgrywkową ligi seniorów mężczyzn.
Brało w niej udział 10 drużyn, które w okresie od 13 sierpnia 2018 do 20 maja 2019 rozegrały 27 kolejek meczów.
Tytuł mistrzowski obroniła drużyna Lincoln Red Imps zdobywając drugi tytuł z rzędu, a dwudziesty czwarty w swojej historii.

## Drużyny

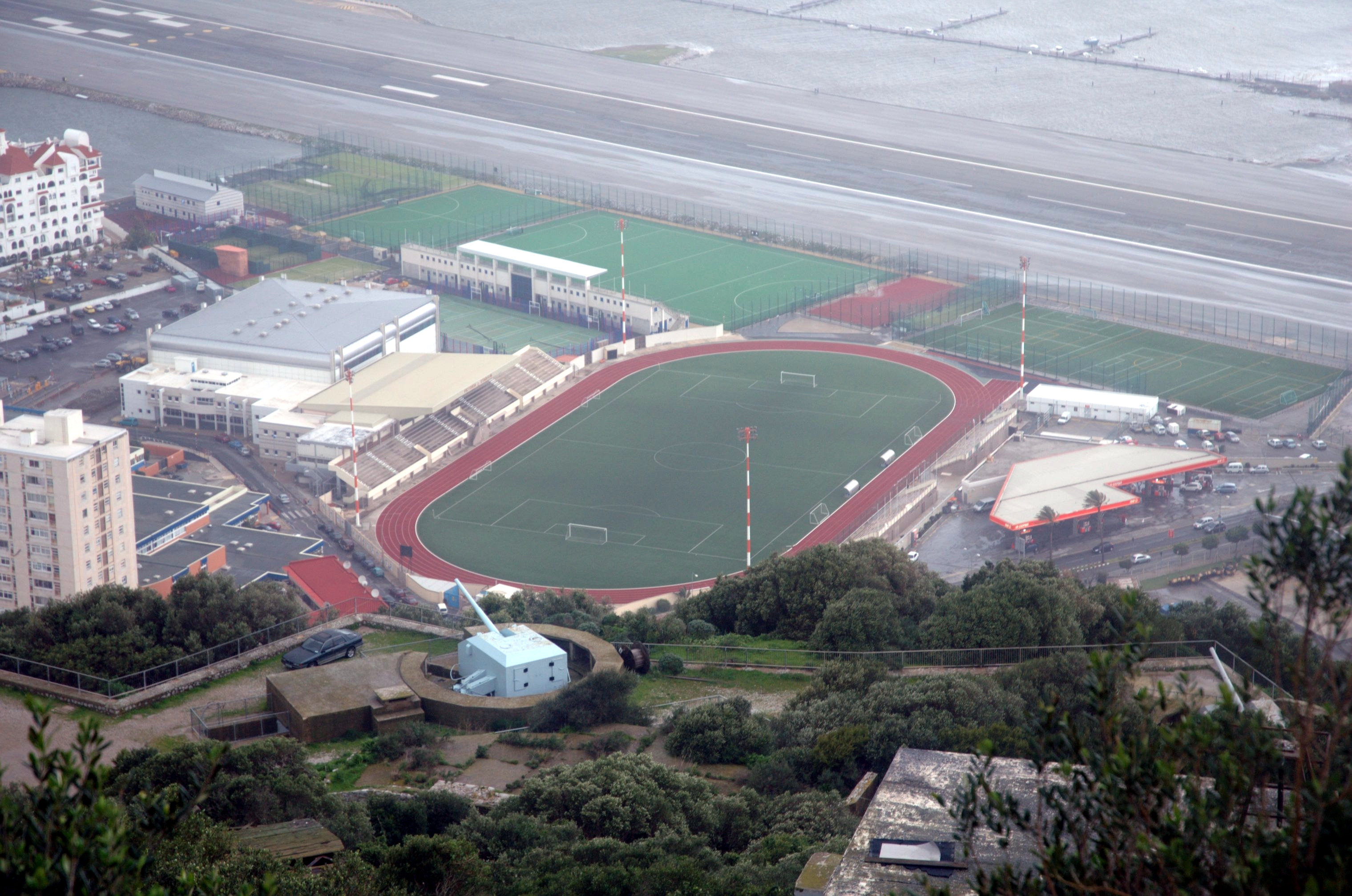
Widok ze Skały Gibraltarskiej na Victoria Stadium

| Uczestnicy poprzedniej edycji                                                                                 | Uczestnicy poprzedniej edycji | Uczestnicy poprzedniej edycji | Uczestnicy poprzedniej edycji |
| --- | ----------------------------- | ----------------------------- | ----------------------------- |
| LIN | Lincoln FC                    | 1                             |                               |
| EFC | Europa FC                     | 2                             |                               |
| STJ | St Joseph’s                   | 3                             |                               |
| GIB | Gibraltar United              | 4                             |                               |
| MCA | Mons Calpe                    | 5                             |                               |
| GPH | Gibraltar Phoenix             | 6                             |                               |
| GLA | Glacis United                 | 7                             |                               |
| LIO | Lions Gibraltar               | 8                             |                               |
| po barażach                                                                                                   |                               |                               |                               |
| LYN | Lynx                          | 9                             |                               |
| Awans z Second Division                                                                                       |                               |                               |                               |
| BOC | Boca Gibraltar                | 1                             |                               |
| Oznaczenia: - kolumna pierwsza – skróty nazw drużyn, - kolumna trzecia – miejsce zajęte w poprzednim sezonie. |                               |                               |                               |

## Format rozgrywek
Wszystkie mecze rozgrywane są jako derby na Victoria Stadium.
Rozgrywki toczą się systemem "każdy z każdym", w którym każde dwie drużyny rozegrają między sobą trzy spotkania, co łącznie daje 27 kolejek w sezonie.
Zwycięzca zagra w kwalifikacjach Ligi Mistrzów UEFA. Zespół z drugiego miejsca oraz zdobywca Rock Cup zagrają w kwalifikacjach Ligi Europy.
W przypadku zapewnienia sobie przez zdobywcę Pucharu Gibraltaru występów w europejskich pucharach poprzez ligę awans otrzymuje trzecia drużyna ligi.
Żadna drużyna nie spada na koniec sezonu, a dwie pierwsze dywizje gibraltarskie zostaną połączone w następnym sezonie.

## Tabela
| Lp. | Drużyna              | M  | Z  | R | P  | B+ | B-  | +/–  | Pkt | Kwalifikacja                       |
| --- | -------------------- | -- | -- | - | -- | -- | --- | ---- | --- | ---------------------------------- |
| 1   | Lincoln Red Imps (M) | 27 | 21 | 3 | 3  | 84 | 19  | +65  | 66  | Liga Mistrzów UEFA • Runda wstępna |
| 2   | Europa FC (P)        | 27 | 20 | 4 | 3  | 84 | 20  | +64  | 64  | Liga Europy UEFA • Runda wstępna   |
| 3   | St Joseph’s          | 27 | 17 | 4 | 6  | 69 | 29  | +40  | 55  | Liga Europy UEFA • Runda wstępna   |
| 4   | Mons Calpe           | 27 | 15 | 4 | 8  | 63 | 29  | +34  | 49  |                                    |
| 5   | Gibraltar Phoenix    | 27 | 13 | 4 | 10 | 42 | 34  | +8   | 43  |                                    |
| 6   | Gibraltar United     | 27 | 11 | 6 | 10 | 48 | 37  | +11  | 39  |                                    |
| 7   | Lynx                 | 27 | 8  | 7 | 12 | 29 | 45  | −16  | 31  |                                    |
| 8   | Glacis United        | 27 | 7  | 3 | 17 | 28 | 58  | −30  | 24  |                                    |
| 9   | Lions Gibraltar      | 27 | 3  | 0 | 24 | 17 | 77  | −60  | 9   |                                    |
| 10  | Boca Gibraltar       | 27 | 2  | 1 | 24 | 13 | 129 | −116 | 7   |                                    |

## Wyniki
| Gospodarz \ Gość  | BOC | EFC | GPH | GIB | GLA | LIN  | LGI | LYN | MCA | SJO | BOC  | EFC | GPH | GIB | GLA | LIN | LGI | LYN | MCA | SJO |
| ----------------- | --- | --- | --- | --- | --- | ---- | --- | --- | --- | --- | ---- | --- | --- | --- | --- | --- | --- | --- | --- | --- |
| Boca Gibraltar    |     | 0–9 | 2–5 | 0–4 | 0–2 | 0–11 | 1–0 | 0–3 | 0–3 | 1–1 |      |     | 0–8 |     | 2–3 |     | 0–7 |     | 0–5 |     |
| Europa FC         | 3–0 |     | 2–0 | 1–0 | 1–0 | 1–1  | 5–1 | 4–0 | 2–1 | 2–3 | 13–1 |     | 3–0 |     |     |     |     | 5–0 | 4–3 | 2–0 |
| Gibraltar Phoenix | 3–1 | 0–1 |     | 2–1 | 6–0 | 0–2  | 1–0 | 2–0 | 1–0 | 1–2 |      |     |     | 2–0 |     | 0–3 | 1–0 |     | 0–2 |     |
| Gibraltar United  | 2–1 | 1–3 | 1–1 |     | 2–1 | 1–5  | 4–0 | 4–1 | 2–1 | 0–1 | 7–0  | 1–1 |     |     | 2–0 |     | 4–1 | 1–1 |     |     |
| Glacis United     | 6–1 | 0–0 | 1–3 | 0–2 |     | 1–2  | 3–1 | 0–0 | 2–3 | 0–2 |      | 1–6 | 1–1 |     |     |     |     | 0–2 |     | 0–1 |
| Lincoln Red Imps  | 3–0 | 3–2 | 4–0 | 0–1 | 4–0 |      | 3–0 | 1–0 | 3–1 | 1–3 | 10–0 | 2–0 |     | 2–0 | 2–1 |     | 5–1 |     |     |     |
| Lions Gibraltar   | 2–1 | 0–2 | 1–3 | 1–0 | 0–1 | 0–2  |     | 0–3 | 0–4 | 0–7 |      | 0–8 |     |     | 1–2 |     |     | 0–3 |     | 0–1 |
| Lynx              | 0–1 | 1–1 | 0–0 | 2–2 | 2–1 | 1–1  | 1–0 |     | 0–3 | 2–3 | 1–0  |     | 1–2 |     |     | 1–4 |     |     | 2–1 | 0–1 |
| Mons Calpe        | 3–0 | 1–2 | 3–0 | 1–1 | 0–1 | 2–2  | 3–0 | 1–1 |     | 2–1 |      |     |     | 5–2 | 4–1 | 2–0 | 6–0 |     |     |     |
| St Joseph’s       | 5–0 | 0–1 | 0–0 | 2–2 | 8–0 | 0–5  | 3–1 | 7–1 | 1–2 |     | 10–1 |     | 3–0 | 2–1 |     | 1–3 |     |     | 1–1 |     |

1. ↑  Mecz 14 kolejki między Boca Gibraltar a Lynx został zweryfikowany jako walkower 3-0 dla Lynx[5].
2. ↑  Mecz 9 kolejki między Europa a Boca Gibraltar został zweryfikowany jako walkower 3-0 dla Europa, ponieważ Boca Gibraltar nie byli w stanie wystawić 3 rodzimych graczy zgodnie z wymaganiami[5].

## Najlepsi strzelcy
| Bramki | Strzelcy                              | Drużyna           |
| ------ | ------------------------------------- | ----------------- |
| 21     | Boro (Salvador Manuel Alegre Delgado) | St Joseph’s       |
| 20     | Juanfri                               | St Joseph’s       |
| 18     | Pibe (Juan Pablo Pereira Sastre)      | Mons Calpe        |
| 16     | Leonardo Carboni                      | Mons Calpe        |
| 14     | Tjay De Barr                          | Europa FC         |
| 12     | Urko Arroyo                           | Europa FC         |
| 12     | Liam Walker                           | Europa FC         |
| 11     | Joseph Chipolina                      | Lincoln Red Imps  |
| 11     | Labra (Juan Manuel Labrador Aguilar)  | Gibraltar Phoenix |
| 10     | Manuel Arana                          | Europa FC         |
| 10     | Héctor Figueroa                       | Lincoln Red Imps  |
| 10     | Raúl Segura                           | Gibraltar Phoenix |

Źródło: 